# باكا (كلمة)

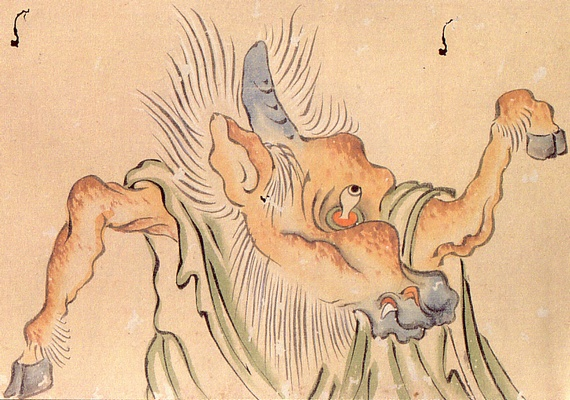

باكا (باليابانية: 馬鹿أو ばか أو バカ، بالروماجي: Baka) هي لفظة إهانة يابانية تعني «غبي» أو «أحمق» أو «مغفل» أو «جاهل»
اااااا. الكلمة هي أكثر كلمة من نوعها استخدامًا ولها تأثيل غير ثابت.